# احمد عبادی
احمد عبادی (زاده ۱۲۸۵ خورشیدی در فراهان – درگذشته ۱۷ اسفند ۱۳۷۱ در تهران) فرزند میرزا عبدالله فراهانی و نوه‌ی علی‌اکبر فراهانی و دایی هوشنگ سیحون، معمار برجسته ایرانی بود.
عبادی یکی از مشاهیر موسیقی ایرانی و از برجسته ترین استادان معاصر ساز سه‌تار است. هرچند که شهرت وی بیشتر به خاطر مهارت  نوازندگی ساز «سه‌تار» بوده است. عبادی ابداع کننده کوک‌های مختلف در سه‌تار است. وی هنرمندی صاحب سبک و برجسته در عرصه نوازندگی به شمار می رود. او با خوانندگانی مانند غلامحسین بنان و ایرج همکاری داشته است.

## سرگذشت
احمد عبادی در سال ۱۲۸۵ در تهران به دنیا آمد و از ۷ سالگی مشق سه‌تار را نزد پدرش شروع کرد. ۱۳ سال بیشتر نداشت که پدرش میرزا عبدالله درگذشت. پس از آن، او مسیر یادگیری سه‌تار را پیش خواهرانش ملوک و مولود و برادرش جواد ادامه داد، پیشرفت او چنان بود که در ۱۸ سالگی می‌توانست به خوبی سه تار بزند. با این که او پسر میرزا عبدالله بود، اما نوازندگی‌اش هیچ شباهتی به نوازنده‌های هم دوره‌اش که عموماً از شاگردان میرزا عبدالله بودند نداشت و با نوازندگی هنرمندان قدیمی‌تر از خودش نیز متفاوت بود. وی در دوره‌ای که سه‌تار به خاطر حجم کمِ صدا رو به فراموشی بود، این ساز را در رادیو معرفی کرد. احمد عبادی با موسیقی‌دانانی همچون رضاقلی‌میرزا ظلی، غلامحسین بنان، حسین قوامی، ایرج، فرامرز پایور، حسن زیرک، حسن کسایی و علی تجویدی همکاری داشت.

### سبک جدید نوازندگی
توجه به مضراب‌های پر و نواختن همراه با واخوان از جمله ویژگی‌های بارز سبک احمد عبادی به شمار می‌رود. در دوره ای که امکان ضبط از رادیو نبود و اجراها کاملاً زنده انجام می‌شد عبادی یک بار وقتی که از دوستانش دربارهٔ نواخته‌های خود پرسید آن‌ها جواب دادند: «گاهی نت‌ها دقیق شنیده نمی‌شوند، تداخل دارند و حالت ناخوشایندی ایجاد می‌کنند». عبادی به فکر حل این مشکل افتاد و در نهایت نوازندگی تک‌سیم را ابداع کرد که سبب تحولی در سه‌تار نوازی شد. مضراب‌های تک‌سیم و دومضراب‌ها از مشخصه‌های بارز سبک وی هستند. از دیگر شاخصه‌های ساز عبادی، بداهه نوازی‌ها و ویبره‌های طولانی و گلیساندو‌های به موقع است.
یکی از کارهای او در نوازندگی سه‌تار، ابداع کوک‌های مختلف در سه‌تار است که در آلبوم «کوک سه‌تار» آن‌ها را عرضه کرده است. پیش از آن نوازندگان عموماً از کوک‌های تار برای سه‌تار استفاده می‌کردند ولی عبادی این رویه را تغییر داد و ثابت کرد بعضی از این کوک‌ها مناسب سه‌تار نیستند و دو نوار به عنوان آموزش کوک سه‌تار منتشر و در آن برای گام‌های مختلف و گوشه‌های مختلف، کوک معرفی کرد. نکته دیگر در نوازندگی عبادی این است که او همیشه و کامل تک سیم نمی‌زد. او به موقع واخوان می‌داد و پرقدرت می‌زد و به موقع تک‌سیم می‌زد که در قطعات ضربی وی مانند ضربی سه‌گاه و چهارگاه و… مشهود است. احمد عبادی مدت‌ها در وزارت پیشه و هنر، موسیقی ایرانی و سه‌تار را تدریس می‌کرد و در جهت معرفی موسیقی ملی ایران، کنسرتهای متعددی در داخل و خارج از کشور از جمله فرانسه، ایتالیا، آلمان و اتریش برگزار کرده بود.

### تدریس موسیقی و شاگردان

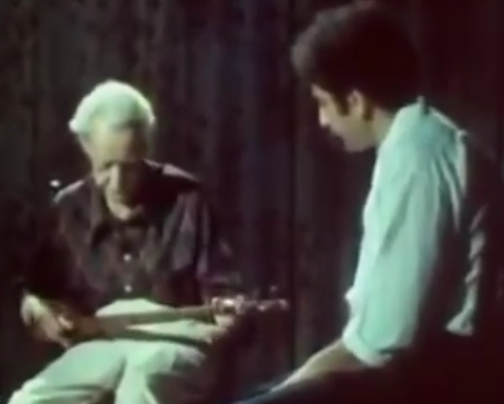
شهرام ناظری جوان و احمد عبادی

عبادی شاگردان بسیاری تربیت کرد که از میان آن‌ها مهربانو توفیق، بهنام وادانی، بهداد بابایی و سید خلیل عالی‌نژاد را می‌توان نام برد. او در رادیو نیز فعالیت می‌کرد و صفحه‌ها و کاست‌های زیادی ضبط کرد از جمله: صفحه آواز شور همراه با رضاقلی‌میرزا ظلی، همچنین تکنوازی‌ها و بداهه‌نوازی‌ها و همراهی با نوازندگان و خوانندگان مختلف. همنوازی‌های او با غلامحسین بنان، ایرج و محمدرضا شجریان آثار فراوانی را در قالب برنامه گل‌ها به جا گذاشته است. یکی از برنامه‌های شاخص او از مجموعه گلها، یک شاخه گل شماره ۴۲۸ است. از او همچنین اجراهایی با شهرام ناظری داشته است که برخی از آن‌ها به بصورت دیداری یا شنیداری در دسترس است. چند اثر محفلی نیز از او و شجریان به یادگار مانده است.

### خصوصیات اخلاقی و منش

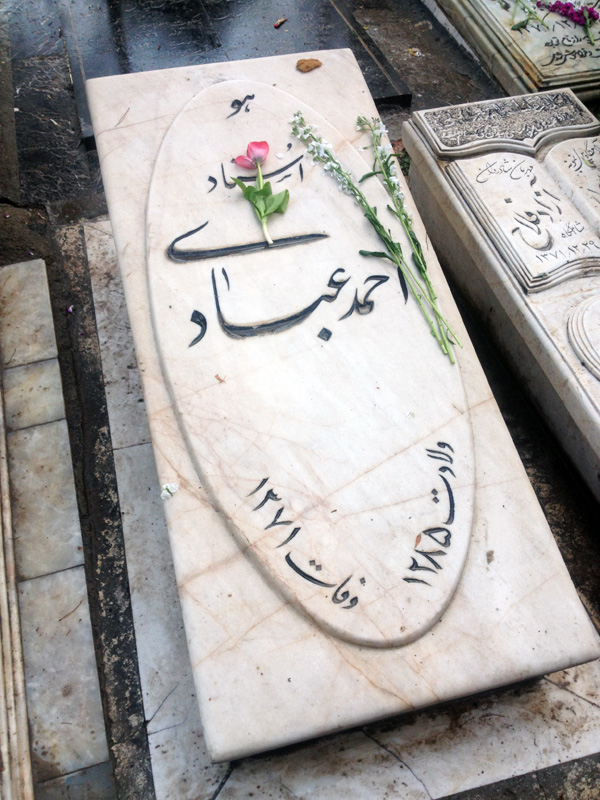
آرامگاه احمد عبادی در امام‌زاده طاهر کرج

همه شاگردانش از قلب مهربان عبادی حکایت می‌کنند. او فردی معتقد و دین‌دار بود، قبل از ساز زدن وضو می‌گرفت و در روزهای عزاداری و درگذشت امامان شیعه دست به ساز نمی‌زد. داریوش پیر نیاکان می‌گوید: «به همین دلیل است که می‌بینیم اکثر نوازنده‌های هم‌دوره من، که در زمان استاد عبادی شاگرد بودند و سازشان سه‌تار نبود، سه‌تار را به عنوان ساز دوم خود انتخاب کردند و به آن گرایش پیدا کردند، می‌توان به آقایان حسین علیزاده و پرویز مشکاتیان و پیرنیاکان و سید خلیل عالی‌نژاد اشاره کرد. آن‌طور که برخی نقل می‌کنند.»

### آثار منتشرشده
آلبوم تک‌نوازی سه‌تار (انتشارات ماهور) و چکاوک (مؤسسهٔ فرهنگی هنری رنگین‌کمان) از جمله آثار منتشرشده اوست.

## مرگ
وی در اواخر عمر به سرطان روده دچار شد و پس از یک دورهٔ بیماری در سال ۱۳۷۱ درگذشت. آرامگاه وی در امامزاده طاهر واقع شده است.

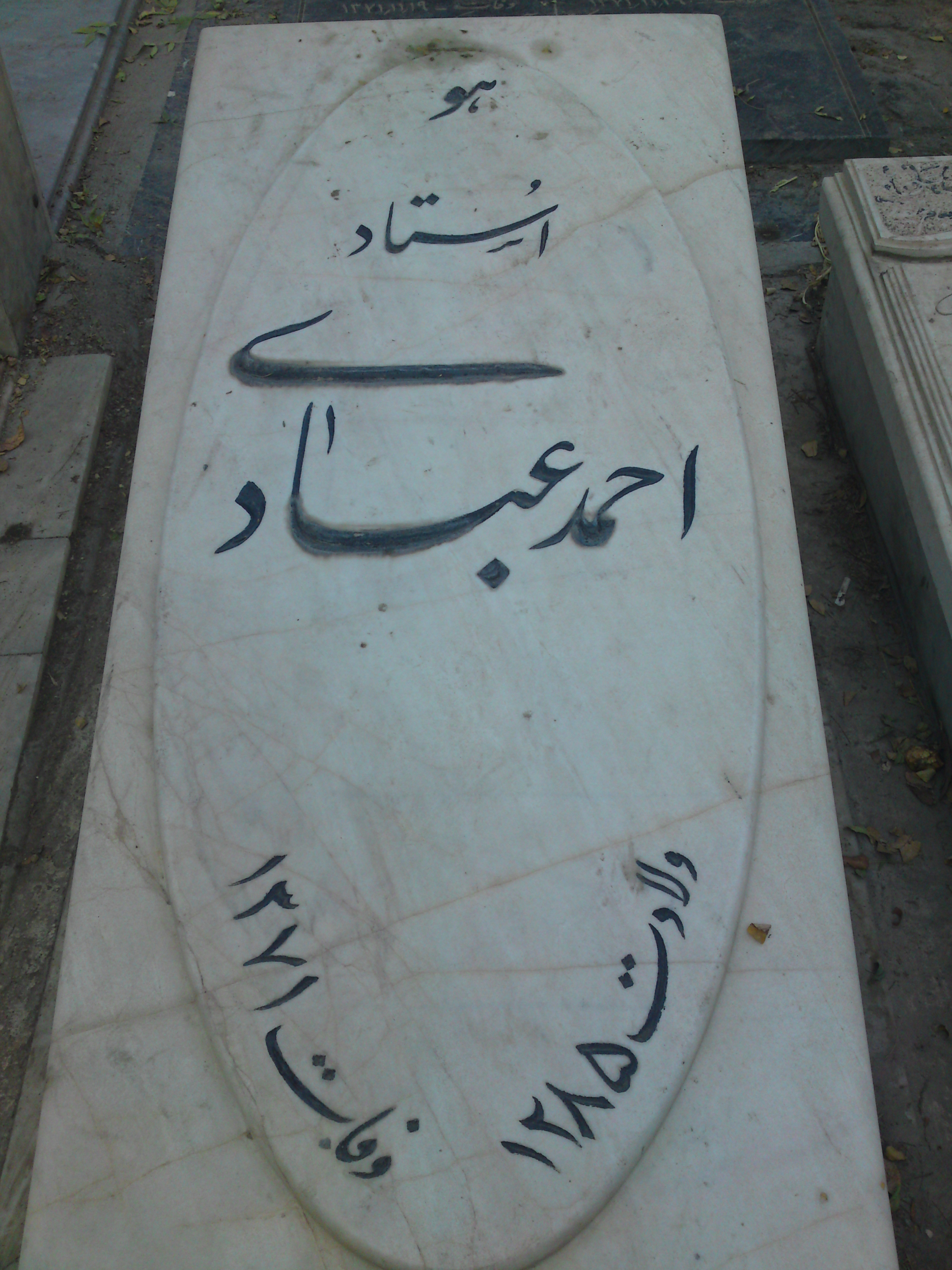
مزار عبادی در کرج